# Jerusalem (byggnad)

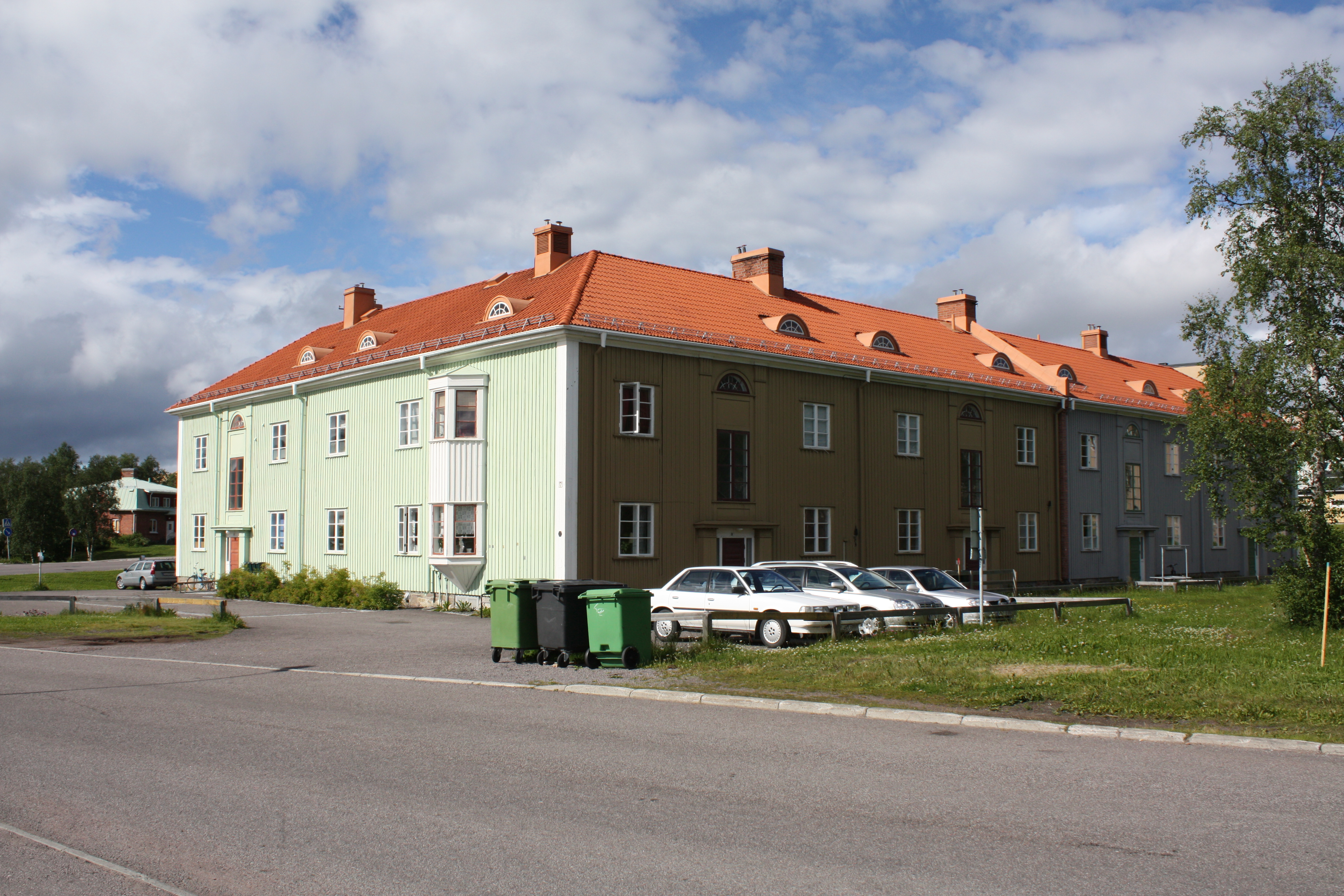
Jerusalem, juli 2008

Jerusalem, eller B227, är en byggnad och hyresfastighet på Bolagsområdet i Kiruna i norra Sverige. Byggnaden färdigställdes 1927 som ett ungkarlshotell för gruvarbetare, men 1954 gjordes en ombyggnad där planlösningen anpassades efter gruvarbetarfamiljer. Jerusalem består av två våningar plus källare och vind. Byggnaden är vinkelbyggd och delas färgmässigt in i tre partier. Fasaden utgörs av grön-, brun- respektive gråmålad stående locklistpanel med vita knutar. Taket är täckt av röda, kupade tegelpannor.
Hyresfastigheten sköts av LKAB:s dotterbolag LKAB Fastigheter. Byggnaden är sedan den 30 november 2001 kulturmärkt som byggnadsminne av länsstyrelsen i Norrbottens län.
Namnet Jerusalem kommer av att det, på grund av de många hyresgästerna, fördes ett sådant oväsen att det liknades med Jerusalems förstörelse. Att det var många barn i husen, är en annan förklaring till namnet Jerusalem.
Byggnaden planeras att flyttas 2025-2026 på grund av Kiruna stadsomvandling.